# Алексеј Реунков
Алексеј Михајлович Реунков (рус. Алексей Михайлович Реунко́в; Златоуст, 28. јануар 1984) је руски атлетичар специјалиста за маратон.

## Биографија
Ренуков је изабран у олимпијску екипу Русије за Летње олимпијске игре 2012. у Лондону, због доброг резултата постигнутог у Франкфуртском маратону 2011. (2:09:54). На затев руководства репрезентације до Олимпијских игара није био укључен у маратонске трке. Само је трчао три полумаратона да остане у форми.
На играма заузео је 14. место у времену од 2.13:49То је био најбољи резултат од тројице руских учесника, био је боље пласиран и од неколико врхунских афричких маратонаца.
Прву медаљу на великим такмичењима освојио је на Европском првенству 2014. у Цириху, освајањем бронзане медаље (2.12:15).

## Лични рекорди
на отвореном
3.000 м — 7:58,41, 9. јул 2004. Казањ
5.000 м — 13:44,37, 31. јул 2007. Тула
10.000 м — 28:21,68, 8. јул 2009. Београд
Полумаратон — 1.03:00, 30. октобар 2001. Варшава
Маратон — 2.09:54, 30. октобар 2011. Франкфурт
у дворани
1.500 м — 3:46,53, 24. јануар 2007. Москва
3.000 м — 7:56,95, 24. јануар 2006. Москва
2 миље — 8:38,57, 28. јануар 2007. Москва